# さくま
さくま（1989年6月23日 - ）は、日本のミュージシャン、YouTuber 、作詞作曲家。音楽ユニットYouTuberグループのMELOGAPPAのメンバーとしても活動。過去にはバンド、ニホンジンのボーカルとして「エムサイズ佐久間」名義で活動していた。

## 人物
宮城県白石市出身。本名：佐久間 徹（さくま とおる）。宮城県白石高等学校、東北大学教育学部卒業。 2018年に結婚して、2020年3月に子供が誕生した。MELOGAPPAのメガネ担当。動画での立ち位置は、向かって右。ニホンジン時代は、ボーカルと楽曲の作詞作曲を担当していた。個人でも「ひとり昭和歌謡祭」など、ホールコンサートの演出、構成、脚本、CMやアーティスト、楽曲などのプロデュース業、様々なアーティストへの楽曲提供も行っている。

## 来歴

### ニホンジン
東北大学在学中に、ニホンジンの前身となるバンド、リーベンレンを結成。当時はドラム担当を含めた4人で活動していた。仙台市内のライブハウスなどで活動するようになり、エドワードエンターテイメントの社長にプロデビューを勧められ、ドラム担当は親の反対で脱退し、エムサイズ佐久間、ペンション佐々木、リュックサック今井の3人で 2011年6月からニホンジンとして本格的に活動を始める。ボーカルを担当。作詞作曲と、ライブの構成も担当。
ニホンジンは「お笑い芸人」「美容師」「教師」「看護師」などの職業ソングや、全国、東北地方、宮城県などで合計60社以上のcmソングを提供するなどして活動していたが、2020年6月2日、ベース担当のペンション佐々木の不祥事によって解散した。

### メロガッパ
2019年3月、ぜんりょくボーイズ（現・#ばかっこいい世界）として活動している森瞬太とMELOGAPPAを結成。主にYouTubeで歌ってみた動画を投稿している。ただカバーするだけでなく、「合体させてみた」や「短調にしてみた」など、特徴的な動画も多い。ニホンジンと並行して活動していたが、解散後はMELOGAPPAとしての活動をメインとした。動画のフリートーク部分の編集や、アイデアの企画、オリジナル楽曲の作詞作曲等も自身が行っている。
2021年9月20日に公開された動画で楽曲制作に集中するため、9月30日まで活動休止した。その期間は相方のもりが1人で動画に出演した。

## 楽曲提供
- Rake

7枚目のシングル曲「夢を抱いて〜はじまりのクリスロード〜」の作曲を担当（Rake、nakaokaanと共作）。テレビアニメ「NARUTO-ナルト-疾風伝」のエンディングテーマ曲。
- Sexy Zone

5枚目のシングル曲「バィバィDuバィ〜See you again〜」の作曲を担当（ニホンジン名義。bansei.と共作）。
- 嵐

12枚目のアルバム『LOVE』収録曲「夜空への手紙」の作曲を担当。
- 女子プロ野球リーグ

リーグ全体のテーマソングと「愛知ディオーネ」「埼玉アストライア」「京都フローラ」3球団の応援歌の制作を担当。
- ぜんりょくボーイズ

「青春TAIYO」などの楽曲の作詞作曲を担当。
- ヨークベニマル

テーマソング「ヨークベニマル〜のこえやまこえ〜」を制作。
- 焼肉レストランひがしやま

CMソングを制作。CMのプロデュースを行った。
- 東北電気保安協会

PRソングを制作。
など。
表記では、「ニホンジン」名義となっているものもある。

## 出演

### テレビ
- THEカラオケ★バトル（2021年4月25日、テレビ東京系）[11]

### ラジオ
- チケット！(Datefm)
- 白石よござりす(エフエム仙台)